# Almadi
Maomé ibne Almançor Almadi (em árabe: محمد بن منصورالمهدى; romaniz.: Muhammad ibn Mansur al-Mahdi) foi o terceiro califa abássida, que reinou entre 775 e 785 (158 AH e 169 AH), sucedendo ao seu pai, Almançor. Seu nome significa "de mão justa" ou "redentor" e ele foi proclamado califa logo após a morte do pai.

## História
Almadi promoveu uma reaproximação com os muçulmanos xiitas no califado durante o seu reinado. A poderosa família barmécida, que assessorava os califas desde os tempos de Alabás como vizires conseguiu ainda mais influência sob o governo de Almadi e trabalhou em conjunto com o califa para assegurar a prosperidade do estado abássida.
Em 778, ele subjugou a revolta de Abedalá ibne Maruane ibne Maomé, um remanescente dos omíadas que ainda perdurava na Síria. No ano anterior, ele já havia também esmagado a revolta de Iúçufe ibne Ibraim no Coração. No mesmo ano, ele depôs Isa bin Musa como seu sucessor e designou Muça Alhadi em seu lugar, recebendo então juramentos de fidelidade dele e dos nobres.  Ele foi envenenado por uma de suas concubinas em 785.

## Influência
A cosmopolita cidade de Bagdá floresceu durante o reinado de Almadi, atraindo imigrantes da Arábia, Iraque, Síria e do Irã, e também de terras tão distantes quanto a Índia e a Espanha. Com uma grande população de cristãos, judeus, hindus e zoroastrianos, era a maior cidade do mundo na época.
Almadi continuou a expandir a administração abássida, criando novos divãs (departamentos) para o exército, a chancelaria e a tributação. Cádis (juízes) foram designados e as leis contra os não-árabes foram revogadas. A introdução do papel, vindo da China, em 751, que ainda não se utilizava no ocidente - os árabes e os persas se utilizavam de papiro e os europeus de papel velino - teve um efeito duradouro. A indústria papeleira explodiu em Bagdá, onde uma rua inteira da cidade se voltou para a venda do produto e de livros. O baixo custo e a durabilidade do papel foram vitais para o crescimento da burocracia abássida.
Almadi manteve duas importantes políticas religiosas: a perseguição dos zanadiqa (dualistas) e a declaração de uma ortodoxia. Ele escolheu perseguir os zanadiqa para tentar melhorar sua imagem perante os puristas xiitas, que defendiam uma linha mais dura contra as heresias, e que acreditavam que a disseminação de seitas sincréticas muçulmano-politeístas era particularmente danoso. Almadi declarou que o califa tinha o poder - e a responsabilidade - de definir o que seria a ortodoxia para os muçulmanos com o objetivo de proteger a umma contra a heresia. Ainda que ele não tenha feito uso amplo deste novo "poder", ele se tornaria particularmente importante durante a crise da mihna no reinado de Almamune.

## Filha
Banuca (c. 767 - ca. 783) foi uma princesa abássida, filha de Almadi e de sua esposa Al-Khayzuran, irmã de Harune Arraxide. Ela tinha seu próprio palácio dentro do complexo real em Bagdá. Bela e elegante, era a filha favorita do pai. Ela morreu cedo e os poetas da época compuseram diversas obras em sua memória.